# Марч CG891
Марч CG891 е болид които се състезава за отбора на Марч със спонсор Лейтън Хаус. Пилотите са Иван Капели и Маурисио Гужелмин. Най-добрия резултат е третото място на Гужелмин но със стария Марч 881. Отбора завършва на 12-о място със само 4 точки и един подиум от Бразилия на пистата Жакарепагуа. Дизайнер на болида е Ейдриън Нюй.